# Lesueurigobius suerii
Il ghiozzo blu (Lesueurigobius suerii) è un pesce marino della Famiglia Gobiidae.

## Distribuzione e habitat
Vive nel mar Mediterraneo occidentale e nell'Oceano Atlantico orientale (Marocco e Canarie).
Al contrario degli altri gobidi mediterranei che sono prevalentemente costieri questa specie frequenta fondali fangosi attorno ai 100 m di profondità.

## Descrizione
Può essere facilmente riconosciuto dagli altri gobidi mediterranei in base ad alcuni caratteri:
- corpo a strisce oblique gialle e blu (con alcune strie dorate ben visibili sulle guance)
- pinna caudale a forma di losanga appuntita
- prima pinna dorsale con raggi un po' allungati.

Misura al massimo 6 cm.

## Biologia
Ignota